# Мапингвари
Мапингуари (шп. Mapinguari) је легендарно створење за које се верује да живи у Амазонији.

## Опис
Многи га описују као велико длакаво створење. Многи научници мисле да би он могао бити изумрла врста лењивца званог мегатериум. Људи који су га видели говоре да је висок око 2 метра, да испушта кисели одбојни трули смрад којим може да убије човека, а све биљке око њега да иструле и да има огромне канџе.
Становници села у Амазонији тврде да често из шуме чују гласне звукове и да многи и виде огромно биће док шетају шумом. Гласине о појављивају мапингуарија се чују у Бразилу и Боливији. Неки људи га покушавају дозвати тако што имитирају звукове које чују у шуми за које мисле да их он прави.